# Dossenheim
Dossenheim – gmina w Niemczech, w kraju związkowym Badenia-Wirtembergia, w rejencji Karlsruhe, w regionie Rhein-Neckar, w powiecie Rhein-Neckar-Kreis.
Leży w Odenwaldzie, ok. 5 km na północ od Heidelbergu, przy autostradzie A5 i drodze krajowej B3.